# Ireland, the Oppressed
Ireland, the Oppressed è un cortometraggio muto del 1912 diretto da Sidney Olcott.

## Produzione
Il film fu prodotto dalla Kalem Company. Venne girato in Irlanda, nella contea di Kerry.

## Distribuzione
Distribuito dalla General Film Company, il film uscì nelle sale cinematografiche statunitensi il 14 dicembre 1912.